# سیارک ۲۰۱۷۴
سیارک ۲۰۱۷۴ (به انگلیسی: 20174 Eisenstein، نامگذاری:1996XD20) بیست هزار و صد و هفتاد و چهارمین سیارک کشف شده‌است که در ۱۳ دسامبر ۱۹۹۶ کشف شد.
قدر مطلق سیارک برابر ۱۵٫۸۰ است.